# Dragožiče
Dragožiče (nemško Dragositschach) je naselje v Občini Šentjakob v Rožu v Okraju Beljak-dežela na Koroškem v Avstriji.